# Иван Екерт
Иван Екерт (Eckert) (Нови Сад, 23. август 1891 — Загреб, 1. март 1953) био је сликар, графичар  и вајар који је стварао у Мађарској, Аустрији, Немачкој и Југославији.

## Биографија
Иван Екерт је студирао у Бечу, Минхену и Будимпешти. Након студија био је наставник у Београду, Сарајеву и Загребу. Од 1923. је живео и радио у Травнику, Загребу (1935–1937) и Бечу. Предавао је у школама примењене уметности у Бечу (уочи и током Другог светског рата) и Загребу (1952).
Неки од његових цртежа чувају се у Албертини у Бечу.

## Уметничко дело
Екерт је био следбеник академског реализма, али у неким делима исказује настојање ка слободнијој психолошкој анализи.

### Фигуре и рељефи
- Примавера (1923),
- Моја сјена (1923),
- Беба која плаче (1923).

### Портретне бисте и композиције инспирисане босанским мотивима (1936 — 1937)
- Доктор,
- Надбискуп И. Шарић,
- Татјана,
- А. Милер,
- Е. Штесел,
- Непознати пастир,
- На повратку,
- Син Босне.

### Споменици
- Краљ Петар (Мркоњић град, Ливно, Бугојно, Фоча, Травник и Босанска Градишка),
- Краљ Томислав (Босанска Градишка),
- Штросмајер, Матија Губец и Петар Зрински (Нова Градишка).

### Самосталне сликарске изложбе
- Беч (1937).

### Групне сликарске изложбе
- Београду (Југословенска уметничка изложба, 1922),
- Сарајево (III Изложба Удружења ликовних уметника, 1923),
- Загребу (Изложбе Задружног салона и Задруге хрватских уметника, 1935–1937).